# Wojciech Pikuła
Wojciech Pikuła (ur. 22 maja 1963 w Mieszkowicach – polski pilot wojskowy; generał brygady Wojska Polskiego; dowódca 4 Skrzydła Lotnictwa Szkolnego (2016–2020); dowódca 3 Skrzydła Lotnictwa Transportowego (2020–2023); szef Zarządu Wojsk Lotniczych - zastępca Inspektora Sił Powietrznych (2023–2025).

## Życiorys
Wojciech Pikuła urodził się 22 maja 1963 w Mieszkowicach (powiat gryfiński, województwo zachodniopomorskie). W 1977 ukończył ośmioklasową Szkołę Podstawową im. Adama Mickiewicza w Rąbinie (powiat świdwiński, województwo zachodniopomorskie). W latach 1977–1981 kontynuował naukę w Liceum Lotniczym w Dęblinie przy Wyższej Oficerskiej Szkole Lotniczej. W 1981 rozpoczął studia wojskowe w Wyższej Oficerskiej Szkole Lotniczej w Dęblinie na kierunku pilot samolotu odrzutowego.

### Przebieg służby wojskowej
W 1985 po ukończeniu WOSL (Szkoła Orląt) uzyskał tytuł pilota inżyniera i został mianowany na pierwszy stopień oficerski podporucznika w grupie pilotów korpusu osobowego lotnictwa. W tym samym roku rozpoczął w Mirosławcu zawodową służbę wojskową w 8 pułku lotnictwa myśliwsko-bombowego jako pilot-instruktor. W 1990 został skierowany służbowo do Świdwina obejmując stanowisko dowódcy klucza lotniczego w 40 pułku lotnictwa myśliwsko-bombowego, gdzie od 1990 do 1992 był szefem strzelania powietrznego. W latach 1992–1998 ponownie służył w 8 plmb na stanowisku szefa strzelania powietrznego. W 1998 rozpoczął służbę w dowództwie 2 Brygady Lotnictwa Taktycznego, kolejno na stanowiskach nawigatora, starszego inspektora, szefa sekcji szkolenia lotniczego, szefa bezpieczeństwa lotów oraz szefa szkolenia. W 2004 ukończył studia podyplomowe „Zintegrowane systemy zarządzania” na Akademii Ekonomicznej w Poznaniu. 
W latach 2005–2008 służył w międzynarodowych strukturach wojskowych NATO na stanowisku szefa wydziału odpowiadającego za rozwój koncepcji w Połączonym Centrum Działań Bojowych w Stavanger w Norwegii natowskiego Joint Warfare Centre. W okresie tym ukończył kursy zagraniczne, takie jak: NATO Orientation Course oraz NATO Expeditionary Operations Course w Oberammergau (Niemcy), Capability Development Course w Norfolk (VA, USA), a także Confrontation and Collaboration Analytics Course w Alexandrii (VA, USA). 5 czerwca 2008 rozpoczął sprawować funkcję dowódcy 12 Bazy Lotniczej w Mirosławcu. W roku 2009 pełnił służbę w Polskim Kontyngentcie Wojskowym w Afganistanie w czasie siódmej zmiany na stanowisku dowódcy międzynarodowego cywilno-wojskowego lotniska, tzw. KAIA (Kabul Afghanistan International Airport) w ramach misji ISAF. W okresie tym brał udział w wielu ćwiczeniach międzynarodowych, certyfikujących komponent do udziału w ramach Nato Response Force. 5 maja 2010 przekazał dowodzenie 12 Bazy Lotniczej dla ppłk Zbigniewa Wolewicza, został wyznaczony do dalszej służby w dowództwie 1 Skrzydła Lotnictwa Taktycznego w Świdwinie. 
W latach 2010–2014 pełnił służbę jako szef szkolenia w dowództwie 1 SLotT. Z początkiem roku 2011 do 15 marca 2011 czasowo pełnił obowiązki dowódcy 1 SLotT. W 2015 ukończył Podyplomowe Studia Polityki Obronnej w Akademii Obrony Narodowej w Warszawie. W tym samym roku był szefem Oddziału Programowania Procedur Lotniczych i Prób w Locie – zastępcą szefa Zarządu Wojsk Lotniczych w Dowództwie Generalnym RSZ, a następnie szefem Zarządu Działań Lotniczych. 2 maja 2016 podczas uroczystości z okazji Dnia Flagi Rzeczypospolitej Polskiej minister obrony narodowej Antoni Macierewicz wręczył mu nominację na stanowisko dowódcy 4 Skrzydła Lotnictwa Szkolnego w Dęblinie z dniem objęcia 9 maj 2016, jako odpowiedzialnego za organizację i nadzór nad szkoleniem lotniczym pilotów Lotniczej Akademii Wojskowej oraz w Siłach Zbrojnych RP. Wprowadził do służby w Siłach Powietrznych nowe samoloty szkolno-treningowe M-346 Bielik oraz wdrożył Zintegrowany System Szkolenia Zaawansowanego AJT (Advanced Jet Trainer), z jednoczesnym wycofywaniem ze szkolenia zasłużonych samolotów TS-11 Iskra. W dniach 16–20 października 2017 zorganizował konferencję forum użytkowników samolotu M-346 Joint User Group. 
1 marca 2020 awansowany do stopnia generała brygady. Akt mianowania odebrał z rąk Prezydenta Rzeczypospolitej Polskiej Andrzeja Dudy w trakcie obchodów Narodowego Dnia Pamięci „Żołnierzy Wyklętych”. 30 listopada 2020 minister obrony narodowej Mariusz Błaszczak wręczył mu nominacje na stanowisko służbowe dowódcy 3 Skrzydła Lotnictwa Transportowego. 3 grudnia 2020 w Dęblinie na placu apelowym „Szkoły Orląt”, przy pomniku Bohaterskim Lotnikom w obecności dowódcy generalnego RSZ generała Jarosława Miki, przekazał obowiązki dowódcy 4 SLSz płk pil. Grzegorzowi Ślusarzowi. 8 grudnia 2020 w Powidzu przejął dowodzenie 3 SLTr od gen. bryg. pil. Krzysztofa Cura w obecności I zastępcy dowódcy generalnego RSZ gen. broni pil. Jana Śliwki. 10 maja 2023 został nominowany przez ministra obrony narodowej Mariusza Błaszczaka na stanowisko szefa Zarządu Wojsk Lotniczych - zastępcę Inspektora Sił Powietrznych z dniem 15 maja 2023. W styczniu 2025 zakończył zawodową służbę wojskową. 
Ma klasę mistrzowską pilota wojskowego na samolotach bojowych. Doświadczenie pilota zdobywał na różnych typach statków powietrznych: Zlin 42 M, Lim-2, Lim-5 różnych wersji i modyfikacji, Su-22 UM3K, Su-22 M4, TS-11. Jego nalot ogólny wynosi prawie 2 tys. godzin. Prywatnie uprawia narciarstwo, turystykę górską oraz interesuje się historią.

## Awanse
- podporucznik – 1985[5]

(...)
- generał brygady – 1 marca 2020[23]

## Ordery, odznaczenia i wyróżnienia
- Brązowy Krzyż Zasługi – 2003[24]
- Lotniczy Krzyż Zasługi – 2019[25]
- Gwiazda Afganistanu – 2009[6]
- Złoty Medal „Siły Zbrojne w Służbie Ojczyzny”[6]
- Złoty Medal „Za zasługi dla obronności kraju”[6]
- Medal NATO za misję ISAF[6]
- Odznaka tytułu honorowego Zasłużony Żołnierz - II stopnia – 2019[6]
- Buzdygan Honorowy – 2020[26]
- Odznaka Honorowa Sił Powietrznych[6]
- Kordzik Wojsk Lotniczych – 2016[6]
- Odznaka tytułu honorowego „Zasłużony Pilot Wojskowy” – 2012[6]
- Odznaka pamiątkowa 12 Bazy Lotniczej – 2008, ex officio
- Odznaka pamiątkowa 4 Skrzydła Lotnictwa Szkolnego – 2016, ex officio
- Odznaka pamiątkowa 3 Skrzydła Lotnictwa Transportowego – 2020, ex officio
- Odznaka Pilota Wojskowego
- Odznaka skoczka spadochronowego wojsk lotniczych
- tytuł Status weterana[6]

i inne

## Garnizony w przebiegu służby[1][5][6]
1. Dęblin (1981–1985) → Mirosławiec (1985–1990) → Świdwin (1990–1992) → Mirosławiec (1992–1998) → Poznań (1998–2005) → Stavanger (2005–2008) ↘
2. Mirosławiec/PKW Afganistan (2008–2010;2009) → Świdwin (2010–2014) → Warszawa (2014–2015;2015–2016) ↘
3. Dęblin (2016–2020) → Powidz (2020–2023) → Warszawa (2023– )